# 张秀云
张秀云（1976年2月25日—），中国女子赛艇运动员，湖北省武汉市人。

## 生平
张1993年同队友合作获得世界赛艇锦标赛女子四人双桨项目的冠军，1996年与曹棉英合作获得亚特兰大奥运会双人双桨无舵手银牌。1998年12月，她在泰国曼谷第十三届亚运会上获得女子单人双桨第一。1999年10月，在日本第八届亚洲赛艇锦标赛中获得女子单人双桨第一。2001年11月，在第九届全运会上，获得女子单人双桨、双人双桨的第一名。但在其前途无量之际，被查出患有心脏病，被迫放弃了悉尼奥运会和雅典奥运会的参赛资格。后在其夫中国国家体育总局水上运动管理中心副主任刘爱杰的支持下复出参加北京奥运会，并最终获得第四名。2009年，她在中華人民共和國第十一屆全運會女子單人雙槳賽艇比賽中获得冠军。2012年，36岁张秀云用第六名的成绩在伦敦为其奥运会之旅画上了句号。